# یواس‌اس کوکاک (سی‌ام‌سی-۶)
یواس‌اس کوکاک (سی‌ام‌سی-۶) (به انگلیسی: USS Keokuk (CMc-6)) یک کشتی بود که طول آن ۳۵۳ فوت (۱۰۸ متر) بود. این کشتی در سال ۱۹۴۱ ساخته شد.